# 布雷耶山
86°1′S 161°12′W / 86.017°S 161.200°W
布雷耶山（英語：Breyer Mesa）是南極洲的山峰，位於阿蒙森海岸，處於克里斯蒂冰川和泰特冰川之間，屬於毛德王后山脈的一部分，長9公里，海拔高度超過3,000米，現時由南極條約體系管理。